# Enid (The Walking Dead)
Enid es un personaje de ficción en la serie de televisión The Walking Dead(Enid no existe en el cómic). Ella es interpretada por Katelyn Nacon, Nacon fue promovida a la categoría de estrella principal, a partir de la novena temporada.

## Biografía

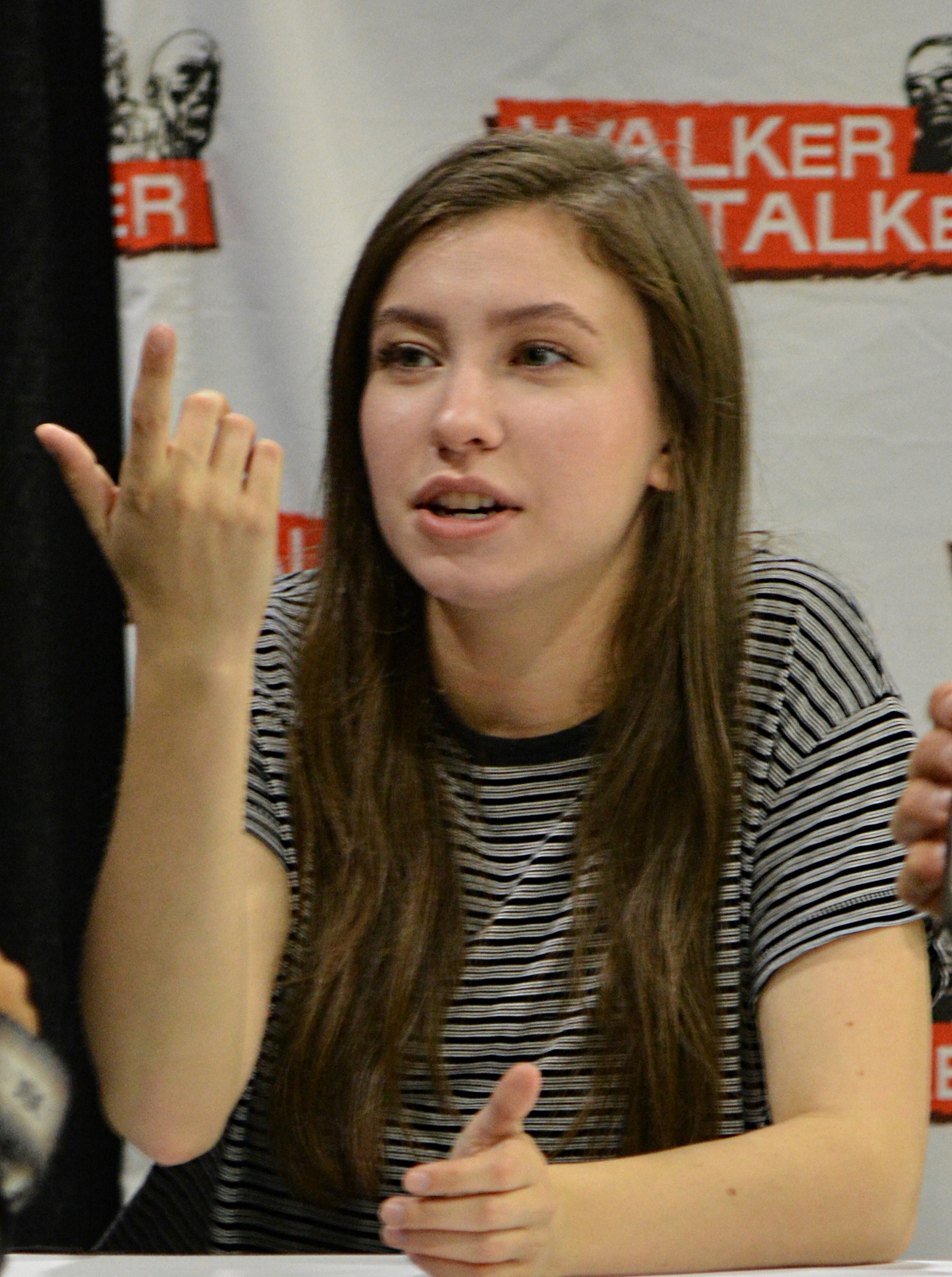
La actriz Katelyn Nacon fue elegida para interpretar a Enid en el trascurso de la quinta temporada de la serie.

### Temporada 5
Enid es una residente de Alexandria. Primero le presentan a Carl sentado en una cama con un libro, mientras que Ron y Mikey le muestran a Carl sus videojuegos, Cuando Enid sale de la comunidad, Carl la persigue y en los exteriores, ambos comienzan a formar señales de conexión.

### Temporada 6
Ella a menudo se escapa de la zona segura. Finalmente, Carl la sigue, pero ella se escabulle de nuevo lejos de él. Ron le explica a Carl que ella llegó sola y que le tomó un tiempo hablar con los otros niños, Carl continúa siguiéndola afuera, lo cual se da cuenta rápidamente. A pesar de su incomodidad con él acosándola, ella lo deja acompañarla mientras mantiene las habilidades de supervivencia que solía viajar antes de llegar a Alexandría. Carl también parece haberse enamorado de Enid, pero parece demasiado tímido para perseguirlo, dada su resistencia a incluso sostener su mano por más de un segundo. Enid finalmente le dice a Carl que ella es la última sobreviviente de su familia; fueron atacados y solo ella salió segura, viajando sola hasta que se encontró con Alexandría, ella desarrolla un vínculo con Maggie y Glenn, durante la purga caminante en Alexandría. El vínculo sentimental de Enid a Carl se desarrolla cuando Enid le pide a Carl que se una al grupo en su viaje para llevar a Maggie a la colonia Hilltop para recibir tratamiento médico. Carl se niega y la encierra en la armería, Enid le grita a Carl, preguntando qué pasará si Carl y los demás no regresan. "Solo sobrevive de alguna manera", dijo, haciéndose eco de su mantra personal.

### Temporada 7
Después de enterarse de las muertes de Glenn y Abraham, Enid viaja a la colonia Hilltop con Carl. Ella y Carl comparten su primer beso y Enid le ruega a Carl que no viaje al Santuario, pero él no se rinde. Cuando está en Oceanside, Enid le pregunta a Carl cómo es matar a alguien, anticipando que tendrá que hacerlo pronto.  En el final de la temporada, Enid llega a Alexandría con Maggie, Jesús y los otros residentes de Hilltop para unirse a la batalla contra Negan y sus secuaces los salvadores.

### Temporada 8
Enid se une a los demás de Alexandria, Hilltop y El Reino en el primer asalto a los Salvadores en el Santuario. Ella acompaña a Maggie de regreso a Hilltop después. Después de que Aaron llega a la colonia Hilltop con noticias de la muerte de Eric, decide que deben convencer a Oceanside para unirse a la lucha contra los Salvadores. Enid convence a Aaron para que la deje ir con él en la misión. Antes de entrar en Oceanside, Enid le dice a Aaron que necesitan traerles algo que puedan usar, y ella encuentra un camión lleno de cerveza. Llegan por la noche, así que deciden dormir en el auto y se reúnen con Natania y Cyndie por la mañana. Mientras duermen, oyen un ruido y bajan del auto para investigar. Aaron es atacado por Natania, pero Enid dispara y la mata antes de que ella lo apuñale. Cyndie y las otras mujeres de Oceanside hacen prisionero a Aaron y Enid. Cyndie decide ejecutar a los dos, pero Enid la aleja y Cyndie los deja irse, pero les advierte que nunca vuelvan. Aaron y Enid dejan Oceanside. Aaron le dice a Enid que necesita quedarse y tratar de convencer a Cyndie para que se una a la pelea, pero ella debe irse y volver con Maggie y Hilltop. Enid se retira a regañadientes. Después de que Enid regresa a Hilltop con Daryl, Rosita, Tara y los demás alexandrinos le cuentan a Enid, Maggie, Carol y Morgan sobre la muerte de Carl, Enid se derrumba en lágrimas y Maggie la abraza. Enid está con Michonne, Maggie y Rosita cuando se encuentran con Georgie por primera vez. Enid, todavía afectada y enojada por la muerte de Carl, discute con Michonne sobre lo que deberían hacer con Georgie, Enid quiere sacar sus cosas y echar al recién llegado. Michonne toma su arma y le dice que retroceda. En el final de la temporada, Enid se queda con Tara en la colonia Hilltop para protegerla si los salvadores atacan, Cuando los salvadores aparecen en Hilltop, Enid lleva a Judith a un lugar seguro fuera de las paredes, Aaron y Oceanside aparecen y ayudan a defender Hilltop y posteriormente derrotan a Negan,lo encarcelan hacen las paces con las comunidades y así logran ganar la guerra.

### Temporada 9
Durante el año y medio transcurrido desde el final de la guerra, Enid se había interesado por la medicina y había aprendido bajo Siddiq. Enid y el grupo van al Smithsonian en Washington D. C., a buscar un carro cubierto y equipo agrícola y durante el plan de Gregory para matar a Maggie, Enid interviene para defenderla, pero su intento fue en vano cuando fue golpeado por el herrero Earl Sutton de Hilltop. Poco después de que Earl es encarcelado y Enid es testigo de cómo Gregory es ejecutado en la horca, frente a toda la comunidad de Hilltop, cuando Aaron se lesiona el brazo de gravedad por un tronco que lo aplasta, Enid se sorprende y se horroriza cuando Daryl lleva a Aaron a la enfermería. Ella examina su lesión y rápidamente decide que necesitan amputar. Aaron acepta a regañadientes cuando Daryl le ata el torniquete. Enid gana confianza y le amputa el brazo. Por la noche, cuando Rick visita a Aaron, agradece a Enid por su ayuda. Seis años más tarde, Enid se convirtió en el médico de Hilltop e inició una relación con Alden.
En "The Calm Before", Alpha asesina a Enid junto con Tara y varios otros. Su cabeza decapitada y zombificada se encuentra en una pica ante Daryl, Yumiko, Michonne, Carol y Siddiq. Siddiq revela que todos murieron luchando juntos como familia y héroes después de Ozzy, Alek y DJ. les dio una oportunidad durante unos flashbacks, se ve a Enid luchando contra los Susurradores con un cuchillo y matando al menos a uno. La principal existencia de Enid en la versión de Televisión fue para cubrir a Sophia Peletier, que cómo se sabe en la versión cómic Enid no existe y Sophia está viva siendo la esposa de Carl Grimes. Enid al morir cumplió su función.

## Desarrollo y recepción
Katelyn Nacon interpreta a Enid en The Walking Dead. Katelyn Nacon fue promovida al estado de facturación como estrella principal para la novena temporada. El desarrollo del personaje de Enid en la temporada 9 recibió elogios de los críticos, Fansided dijo de ella: "Enid siempre ha sido un gran personaje en el programa, así que es bueno ver que finalmente tiene más tiempo en pantalla y un papel más importante en el programa."
Su última aparición como personaje regular en el programa fue en el episodio de la temporada 9 "The Calm Before".